# Force aérienne argentine
La Fuerza Aérea Argentina (abrégé en FAA) est l'armée de l'air des forces armées argentines. Son anniversaire est le 10 août et le commandant en chef est le président de l'Argentine.

## Histoire
L'histoire de l'armée l'air argentine commence avec la création de l'École militaire d'aviation (Escuela Militar de Aviación), le 10 août 1912. Plusieurs officiers ont été parmi les pionniers de l'aviation argentine, y compris Jorge Newbery, un ancien officier de la marine argentine. L'école a commencé à tourner à plusieurs pilotes militaires qui ont participé aux événements marquants de l'aviation argentine, comme la traversée des montagnes de la Cordillère des Andes.
En 1927, la Dirección General de Aeronáutica (Direction générale de l'aéronautique) a été créé pour coordonner les pays de l'aviation militaire. Au cours de cette même année, la Fábrica Militar de Aviones a été fondée à Córdoba, qui deviendra le cœur de l'industrie aéronautique du pays.
Immédiatement après la fin de la Seconde Guerre mondiale, l'armée de l'air argentine a commencé un processus de modernisation, l'intégration des avions comme l'avion de combat Gloster Meteor, devenant ainsi la première armée de l'air en Amérique latine équipées d'aéronefs à réaction. Les Argentins, avec la collaboration des techniciens allemands, commence par ailleurs développer leurs propres avions, tels que le Pulqui I et le Pulqui II.
En 1952, les vols de l'armée de l'air argentine commencent à desservir les premières bases scientifiques en Antarctique, l'expansion de ses activités en Antarctique, continent et l'établissement de la base de Marambio le 25 septembre 1969.
L'aviation est partie prenante lors des coups d'états militaires et à la Révolution libératrice de 1955 ou le 16 juin, des avions bombardèrent la place de Mai à Buenos Aires.
Lors de la guerre des Malouines contre le Royaume-Uni en 1982, elle perdit 75 avions et 25 hélicoptères. 55 membres ont péri pendant le conflit. En raison de la forte détérioration de la situation de l'économie nationale et de la perte de confiance politique envers les militaires, la force aérienne s'est vue refuser les ressources nécessaires au remplacement de ses pertes au combat.
La fourniture en avions de combat modernes était restreinte, depuis que les États-Unis avaient imposé un embargo sur les armes en 1978 pour violation des droits de l'homme. Il y avait eu de nouvelles restrictions lorsque le Royaume-Uni avait également imposé un embargo sur les armes en 1982. Les seuls avions de combat que pouvait obtenir la force aérienne argentine étaient : 10 Mirage 5P, transférés de la force aérienne péruvienne, 19 Mirage IIICJ de la force aérienne israélienne, vétérans de la guerre des Six Jours, et 2 Mirage IIIB biplaces d'entraînement de l'Armée de l'air française. En 1994, les États-Unis ont proposé une offre alternative pour la modernisation de 36 A-4M Skyhawks ex-USMC, dans un contrat d'une valeur de 282 millions de dollars effectué par Lockheed Martin, les Lockheed Martin A-4AR Fightinghawk entrent en service en 1997.
En 1989, Carlos Menem a été élu Président de l'Argentine et a rapidement établi une politique étrangère pro-États-Unis, qui a permis au pays de gagner le statut d'allié majeur non membre de l'OTAN. Toutefois, même si la situation économique était devenue meilleure, le pays ne disposait toujours pas des fonds suffisants pour l'achat d'avions de combat modernes, tels le Mirage 2000.
La Force aérienne argentine a soutenu les missions de maintien de la paix sous l'égide des Nations unies à travers le monde. Un Boeing 707 a ainsi été envoyé afin de soutenir les pays coalisés contre l'Irak lors de la guerre du Golfe de 1991. Depuis 1994, le contingent des Nations unies (UNFLIGHT) à Chypre est sous le commandement des Argentins. La Force aérienne argentine a également depuis 2005, déployé des hélicoptères Bell 212 à Haïti sous mandat de l'ONU.
Les principales préoccupations de l'armée de l'air argentine sont dans les années 2010 la création d'un réseau de radars de contrôle de l'espace aérien du pays, le remplacement de la totalité de sa flotte d'avions de combat (Mirage III, IAI Dagger retiré en novembre 2015, Mirage 5 qui ne volent plus depuis 2006, Lockheed Martin A-4AR Fightinghawk avec seulement 4 appareils opérationnels début 2018.) et l'intégration de nouvelles technologies.
Le mercredi 25 octobre 2023 la Fuerza Aérea Argentina a pris livraison de son premier Bell 407GXi, sur un total de six machines de ce type qui doivent lui être livrées d’ici à fin 2025.
L’Argentine pourrait être sur le point d’acquérir l’avion de transport Basler BT-67 via un éventuel accord de ventes militaires étrangères de 143 millions de dollars avec le gouvernement américain.
Depuis 2015, après avoir retiré du service ses avions de chasse supersoniques Mirage IIIEA/DA et 5P de fabrication française, la force aérienne argentine a passé pratiquement en revue toutes les options possibles pour les remplacer. Avec les contraintes budgétaires et le Royaume-Uni, qui n’a pas manqué de mettre un veto à tout projet d’achat d’appareils conçus avec des composants britanniques. Après avoir considéré l’achat de Mirage F1, d’IAI Kfir, de JAS-39 Gripen, de F/A-50 Golden Eagle et même de MiG-35 russes, Buenos Aires a régulièrement évoqué une possible acquisition du JF-17 Thunder ou du Tejas du constructeur indien HAL. Une demande d’ouverture de crédit de 664 millions de dollars pour un « projet d’acquisition du système d’armes JF-17 » ayant été faite au titre du budget 2022. Au finale c'est le F-16 américain qui a été achetés d’occasion auprès du Danemark en avril 2024. Le contrat est finalisé le 6 mars 2025 pour 266 millions de dollars et les premières livraisons annoncés à partir de décembre 2025.
Début 2024, l’Argentine a transféré les deux hélicoptères Mi-17E à l’Ukraine.

## Organisation
L'armée de l'air argentine est l'une des trois branches des forces armées argentines, ayant un statut égal à l'Armée et la Marine. Le président de l'Argentine est le commandant en chef de l'armée de l'air ainsi que des autres branches de l'armée.
L'armée de l'air est dirigée par le chef de l'État-major général (Jefe del Estado Mayor General), directement nommé et révoqué par le président.
Le personnel de commandement est responsable de la formation, l'éducation, la cession et la protection de la force aérienne. Sous le contrôle du personnel du commandement militaire de l'aviation se trouvent les écoles (qui forment les futurs officiers de l'armée de l'air).

## Grades

### Officiers
| Insigne | Code OTAN équivalent | Grade en espagnol | Grade en français  | Grade équivalent dans l'armée de l'air française | Grade équivalent dans l'armée de l'air canadienne | Grade équivalent dans l'armée de l'air belge |
| ------- | -------------------- | ----------------- | ------------------ | ------------------------------------------------ | ------------------------------------------------- | -------------------------------------------- |
|         | OF-9                 | Brigadier General | Brigadier général  | Général d´armée aérienne                         | Général                                           | Général                                      |
|         | OF-8                 | Brigadier Mayor   | Brigadier major    | Général de corps aérien                          | Lieutenant-général                                | Lieutenant général                           |
|         | OF-7                 | Brigadier         | Brigadier          | Général de division aérienne                     | Major-général                                     | Général-major                                |
|         | OF-6                 | Comodoro Mayor    | Commodore major    | Général de brigade aérienne                      | Brigadier-general                                 | Général de brigade                           |
|         | OF-5                 | Comodoro          | Commodore          | Colonel                                          | Colonel                                           | Colonel                                      |
|         | OF-4                 | Vicecomodoro      | Vice-Commodore     | Lieutenant-colonel                               | Lieutenant-colonel                                | Lieutenant-colonel                           |
|         | OF-3                 | Mayor             | Major              | Commandant                                       | Major                                             | Major Capitaine-commandant                   |
|         | OF-2                 | Capitán           | Capitaine          | Capitaine                                        | Capitaine                                         | Capitaine                                    |
|         | OF-1                 | Primer Teniente   | Premier lieutenant | Lieutenant                                       | Lieutenant                                        | Lieutenant                                   |
|         | OF-1                 | Teniente          | Lieutenant         | États-Unis                                       | Sous-Lieutenant                                   | Sous-Lieutenant                              |
|         | OF-D                 | Alférez           | Enseigne           | Aspirant                                         | Pas d'équivalent                                  | Pas d'équivalent                             |

### Sous-officiers et hommes du rang
| Insigne | Code OTAN équivalent | Grade en espagnol    | Grade en français             | Grade équivalent dans l'armée de l'air française | Grade équivalent dans l'armée de l'air canadienne | Grade équivalent dans l'armée de l'air belge |
| ------- | -------------------- | -------------------- | ----------------------------- | ------------------------------------------------ | ------------------------------------------------- | -------------------------------------------- |
|         | OR-9                 | Suboficial Mayor     | Sous-officier major           | Major Adjudant-chef                              | Adjudant-chef                                     | Adjudant-Major Adjudant-chef                 |
|         | OR-8                 | Suboficial Principal | Sous-officier principal       | Adjudant                                         | Adjudant-maître                                   | Adjudant                                     |
|         | OR-7                 | Suboficial Ayudante  | Sous-officier adjudant        | Pas d'équivalent                                 | Adjudant                                          | 1er sergent-major                            |
|         | OR-6                 | Suboficial Auxiliar  | Sous-officier auxiliaire      | Sergent-chef                                     | Sergent                                           | 1er sergent-chef 1er sergent                 |
|         | OR-5                 | Cabo Principal       | Caporal principal             | Sergent                                          | Caporal-chef                                      | Sergent                                      |
|         | OR-4                 | Cabo Primero         | Caporal de première classe    | Caporal-chef                                     | Caporal                                           | 1er caporal-chef Caporal-chef                |
|         | OR-3                 | Cabo                 | Caporal                       | Caporal                                          | Soldat                                            | Caporal                                      |
|         | OR-2                 | Voluntario Primero   | Volontaire de première classe | Aviateur de première classe                      | Soldat de base                                    | 1er soldat                                   |
|         | OR-1                 | Voluntario Segundo   | Volontaire de seconde classe  | Aviateur                                         | Soldat recrue                                     | Soldat recrue                                |

## Aéronefs
Les appareils en service en 2016 sont les suivants :
| Aéronefs                              | Origine                 | Type                                               | En service              | Versions |
| Avions d'attaque au sol               | Avions d'attaque au sol | Avions d'attaque au sol                            | Avions d'attaque au sol | Avions d'attaque au sol                                                                                         |
| ------------------------------------- | ----------------------- | -------------------------------------------------- | ----------------------- | --- |
| Lockheed Martin A-4AR Fightinghawk    | États-Unis              | Avion d'attaque au sol                             | 12                      | 4 sont actuellement déployés par manque de pièces détachées                                                     |
| General Dynamics F-16 Fighting Falcon | États-Unis              | Avion multirôle                                    | 0+24                    | F-16A/B MLU achetés d’occasion auprès du Danemark en avril 2024. Début des livraisons prévues en décembre 2025. |
| Avion de transport                    |                         |                                                    |                         | |
| Boeing 737-700                        | États-Unis              | Avion de transport                                 | 1                       | Avion d'occasion livré en avril 2021                                                                            |
| Lockheed C-130 Hercules               | États-Unis              | Avion de transport                                 | 5                       | C-130H Achat de 1 C-130H en 2023 livraison en début Février. L-100-30                                           |
| Basler BT-67                          | États-Unis              | Avion de transport                                 | 0+1                     | 1 en comande en 2024                                                                                            |
| Beechcraft C-12 Huron                 | États-Unis              | Avion de transport                                 | 2                       | TC-12B. 6 sur commande                                                                                          |
| Aero Commander                        | États-Unis              | Avion de transport utilitaire / VIP                | 3                       | 3 en 2024 |
| Fokker F28                            | Pays-Bas                | avion de transport de personnel                    | 3                       | |
| DHC-6 Twin Otter                      | Canada                  | Avion de transport                                 | 5                       | DHC-6-300 |
| Avion ravitailleur                    |                         |                                                    |                         | |
| Lockeed KC-130 Hercules               | États-Unis              | Avion ravitailleur                                 | 2                       | KC-130H |
| Avion de surveillance                 |                         |                                                    |                         | |
| Bombardier U-35 Learjet               | États-Unis              | avion de reconnaissance tactique et préstratégique | 2                       | EC-21A |
| FMA IA-58 Pucará                      | Argentine               | Avion de reconnaissance                            | 1                       | Modernisation prévue pour 2021 sous le nom de IA-58H Fénix                                                      |
| Avion d'entraînement                  |                         |                                                    |                         | |
| Beechcraft T-6 Texan II               | États-Unis              | avion d'entraînement                               | 12                      | Achat de 4 en avril 2017, 12 prévus à terme. Livraison à partir d'avril 2018                                    |
| Embraer EMB 312                       | Brésil                  | Avion d'entraînement                               | 12                      | Sera remplacé par les T-6 Texan II                                                                              |
| Grob G 120                            | Allemagne               | Avion d'entraînement                               | 8                       | G 120TP |
| FMA IA 63 Pampa                       | Argentine               | Avion d'entraînement avancé                        | 18                      | AT/IA-63 |
| Hélicoptère                           |                         |                                                    |                         | |
| Hughes MD 500                         | États-Unis              | Hélicoptère utilitaire léger                       | 10                      | MD 500D |
| Bell 212                              | États-Unis              | Hélicoptère de transport et d'assaut               | 9                       | |
| Bell 412                              | États-Unis              | Hélicoptère utilitaire                             | 6                       | Bell 412EP |
| Bell 407                              | États-Unis              | Hélicoptère SAR                                    | 2                       | 407GXi. 6 sur commande                                                                                          |
| Sud-Aviation SA315B Lama              | France                  | Hélicoptère SAR                                    | 4                       | |

## Ordre de bataille
[Quand ?]
- 1re brigade aérienne (Base aérienne de El Palomar, province de Buenos Aires)
  - 1er escadron de transport aérien (C-130 Hercules)
  - 2e escadron de transport aérien (Fokker F28)
  - 5e escadron de transport aérien (Boeing 707)
- 2e brigade aérienne (Base aérienne de Paraná, province d'Entre Ríos)
  - 1er escadron de chasseurs-bombardiers
  - 2e escadron de reconnaissance (Learjet 35A)
  - 4e escadron de transport aérien (CASA C-295)
- 3e brigade aérienne (Base aérienne de Reconquista, province de Santa Fe)
  - 2e escadron d'attaque (IA-58H Pucara)
  - 3e escadron d'attaque (IA-58H Pucara)
- 4e brigade aérienne (Base aérienne d’El Plumerillo Militar, province de Mendoza)
  - 1er escadron d'entraînement (IA-63 Pampa)
  - 2e escadron de combat (IA-63 Pampa)
  - 3e escadron de recherche et de sauvetage (SA315B Lama)
- 5e brigade aérienne (Base aérienne de Villa Reynolds, province de San Luis)
  - 1er escadron de chasseurs-bombardiers (Aermacchi M-346)
  - 2e escadron de chasseurs-bombardiers (Aermacchi M-346)
- 6e brigade aérienne (Base aérienne de Tandil, province de Buenos Aires
  - 2e escadron de chasseurs d'interception
- 7e brigade aérienne (Base aérienne de Moreno, province de Buenos Aires)
  - 1er escadron de recherche et de sauvetage (Bell 212)
  - 2e escadron tactique (Hughes 500D)
  - 3e escadron (UH-1H)
  - 4e escadron (UH-1H, Hughes 500D)
- 9e brigade aérienne (Base aérienne de Comodoro Rivadavia, province de Chubut)
  - 6e escadron de transport aérien (Fokker F27)
  - 7e escadron de transport aérien (DHC-6 Twin Otter)
- École militaire (Cordoba, province de Córdoba)
- Escadron « Tucano Squadro » (Embraer EMB-312 Tucano)
- Special Operations Group (Grupo de Operaciones Especiales, GOE)
- Agrupación Aérea Presidencial (es), unité chargée du transport du président

## Chefs de l'armée de l'air argentine
Les commandants de l'Armée de l'aviation militaire (1912-1919)
- Colonel Uriburu Arenales (1912-1915)
- Lieutenant-colonel P. Alejandro Obligado (1915-1919)

Les commandants de l'Armée de services aéronautiques (1919-1927)
- Lieutenant-colonel P. Alejandro Obligado (1919-1920)
- Colonel Enrique Mosconi (1920-1922)
- Lieutenant-colonel Jorge Crespo B. (1923)
- Colonel Luis A. Cassinelli (1923-1927)

Les commandants de la Direction générale de l'aéronautique (1927-1941)
- Colonel Luis A. Cassinelli (1927-1929)
- Lieutenant-colonel B. Jorge Crespo (1929-1930)
- Colonel Angel M. Zuloaga (1941)

Les commandants de la Première division aérienne (1936)
- Le général de brigade (armée) A. Verdaguer (1936)

Commandants des forces aériennes de l'Armée de terre (1936-1939)
- Le général de brigade (armée) A. Verdaguer (1936-1939)

Les commandants du Commandement de l'Armée de l'air (1938-1944)
- Colonel Antonio Parodi (1938-1941)
- Colonel Angel M. Zuloaga (1941)
- Colonel Pedro Zanni (1941-1942)
- Le général de brigade (armée) Jorge J. Manni (1942-1944)

Les commandants en chef de l'Aeronautica (1944)
- Le général de brigade (armée) Bartolomé de la Colina (1944)

Les commandants de la Force aérienne argentine (1945-1947)
- Brigadier Sustaita Edmundo (1945)
- Le général de brigade Muratorio Oscar (1945)
- Brigadier P. Castex Lainford (1945-1946)
- Le général de brigade Muratorio Oscar (1946-1947)

Les commandants en chef de la Force aérienne argentine (1947-1973)
- Le général de brigade Muratorio Oscar (1947-1951)
- Le général de brigade Hermansson (1951-1952)
- Le général de brigade Carlos Maurino (1952-1955)
- Le général de brigade Juan Fabri (1955)
- Le général de brigade Hermansson (1955-1956)
- Le général de brigade Heriberto Ahrens (1956-1957)
- Le général de brigade Zinny Guillermo (1957)
- Le général de brigade A. Peluffo Angel (1957)
- Le général de brigade Alfredo Vedoya (1957-1958)
- Brigadier Miguel Moragues (1958)
- Le général de brigade Manuel L. Aleman (1958-1960)
- Le général de brigade Cayo Alsina (1960-1962)
- Le général de brigade Carlos Armanini (1962-1966)
- Le général de brigade Adolfo Alvarez (1966-1968)
- Le général de brigade Zuviría Martinez (1968-1970)
- Le général de brigade Carlos A. Rey (1970-1973)
- Le général de brigade Hector Fautario (1973)

Général commandant de la Force aérienne argentine (1973-1976)
- Le général de brigade Hector Fautario (1973-1975)
- Le général de brigade Orlando Agosti R. (1975-1976)

Les commandants en chef de la Force aérienne argentine (1976-1983)
- Le général de brigade Orlando Agosti R. (1976-1979)
- Le général de brigade Omar Graffigna (1979-1981)
- Le général de brigade Basilio Lami Dozo (1981-1982)
- Brigadier-général Augusto Hughes (1982-1983)

Chefs de l'État-major général de la Force aérienne argentine (1983-présent)
- Le général de brigade Teodoro Waldner (1983-1985)
- Le général de brigade Ernesto Crespo (1985-1989)
- Le général de brigade José A. Julia (1989-1993)
- Le général de brigade Juan Paulik (1993-1996)
- Le général de brigade Rubén Monténégro (1996-1999)
- Le général de brigade Walter Barbero (1999-2003)
- Le général de brigade Carlos A. Rohde (2003-2005)
- Le général de brigade Schiaffino Eduardo (2005-2006)
- Brigadier-Major Normando Costantino (2006-titulaire)